# Chesnois-Auboncourt
Chesnois-Auboncourt ist eine französische Gemeinde mit 162 Einwohnern (Stand: 1. Januar 2022) im Département Ardennes in der Region Grand Est (vor 2016 Champagne-Ardenne). Sie gehört zum Arrondissement Rethel, zum Kanton Signy-l’Abbaye sowie zum Gemeindeverband Crêtes Préardennaises.

## Geographie
Die Gemeinde wird vom Fluss Foivre durchquert. Umgeben wird Chesnois-Auboncourt von den Nachbargemeinden Wignicourt im Nordosten, Saint-Loup-Terrier im Osten, Écordal im Süden, Sorcy-Bauthémont im Südwesten, Saulces-Monclin im Westen sowie Vaux-Montreuil im Nordwesten.

## Bevölkerungsentwicklung
| Jahr                       | 1962 | 1968 | 1975 | 1982 | 1990 | 1999 | 2004 | 2009 | 2019 |
| Einwohner                  | 175  | 163  | 138  | 135  | 153  | 166  | 159  | 166  | 159  |
| Quellen: Cassini und INSEE |      |      |      |      |      |      |      |      |      |

## Sehenswürdigkeiten

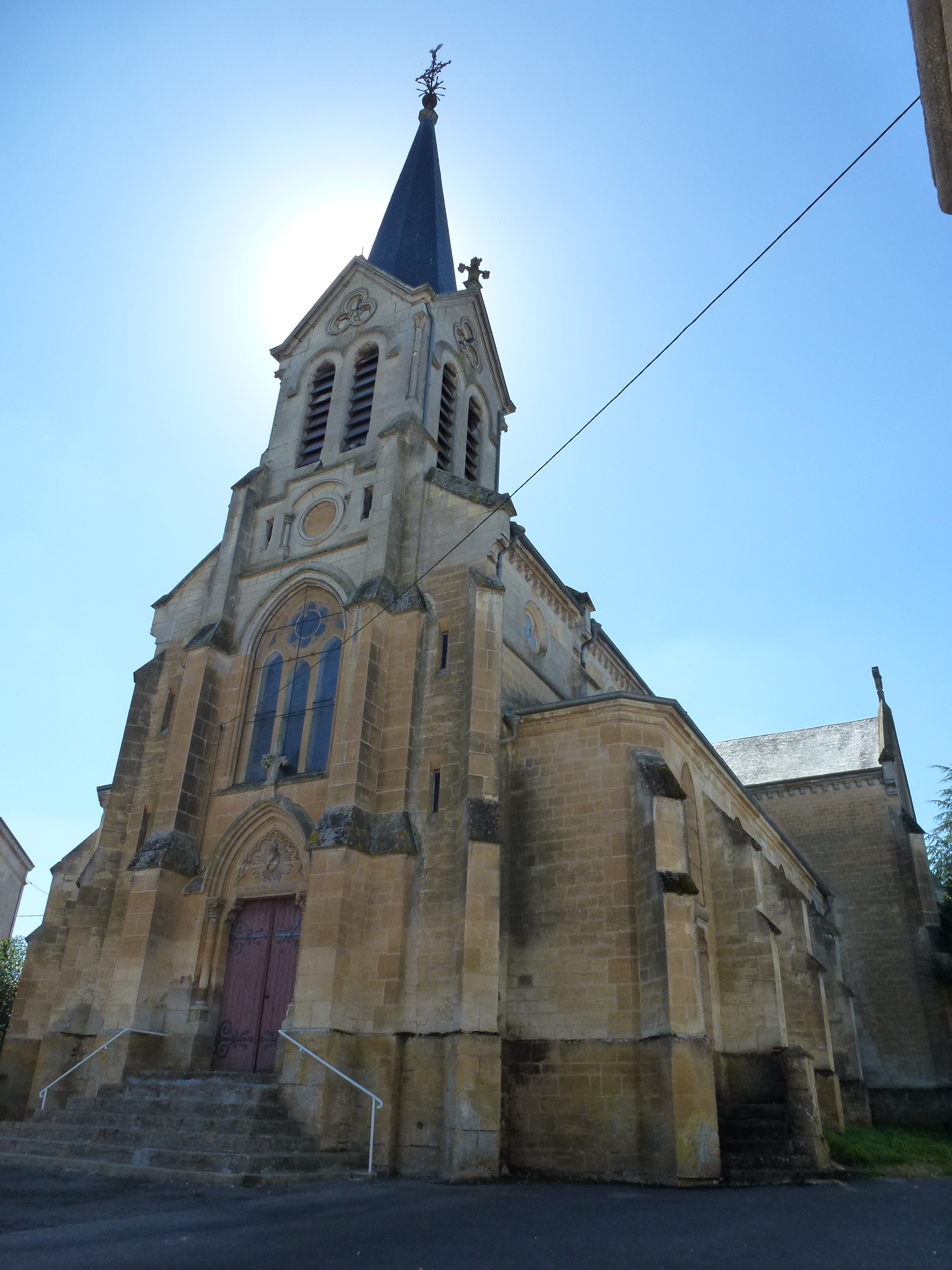
Kirche Sainte-Marguerite
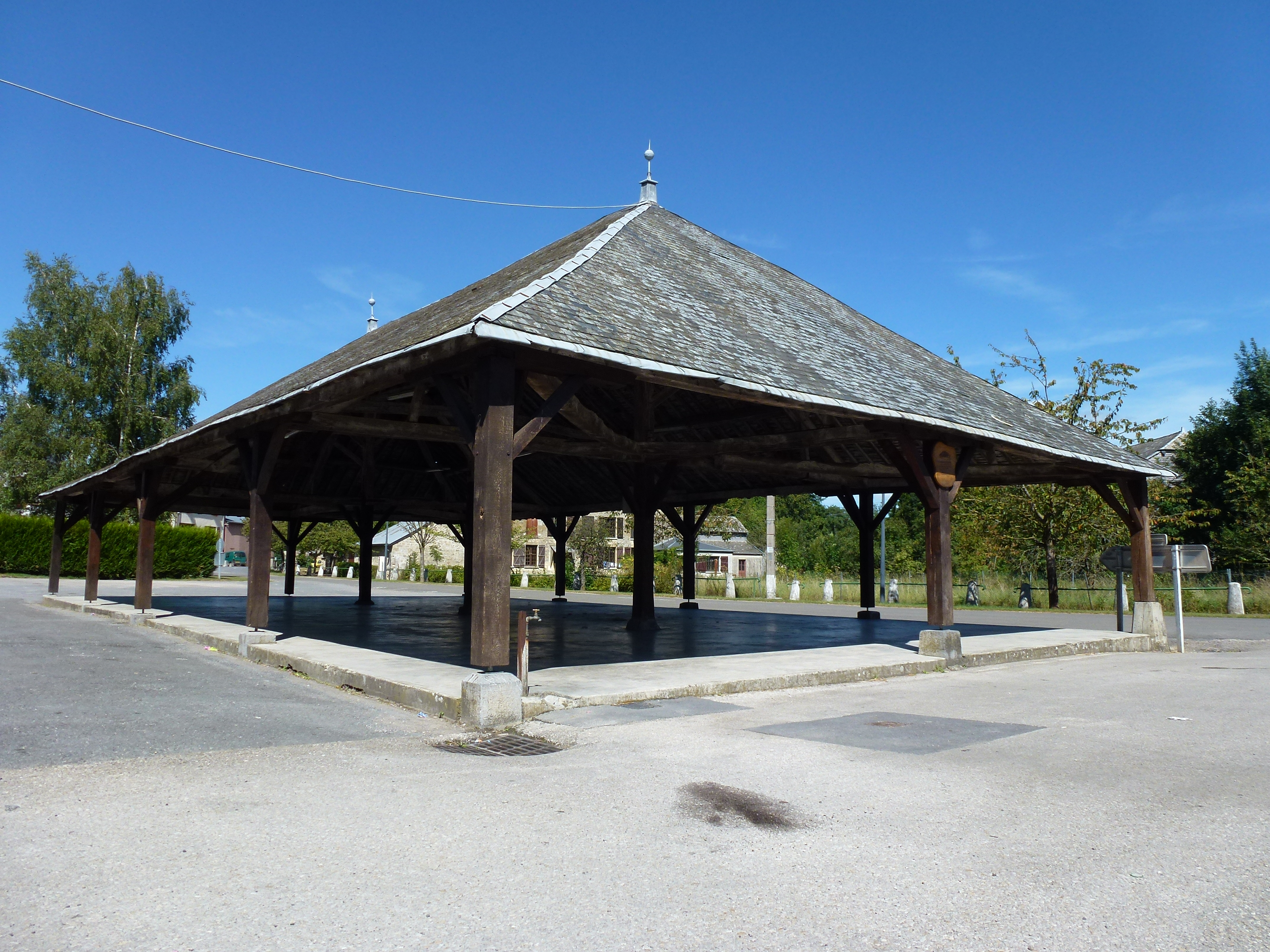
Markthalle

- Kirche Sainte-Marguerite
- Markthalle